# Bolxoi Arbai
Bolxoi Arbai (en rus: Большой Арбай) és un poble del krai de Krasnoiarsk, a Rússia, que en el cens del 2010 tenia 349 habitants.